# Gardonne
Gardonne is een gemeente in het Franse departement Dordogne (regio Nouvelle-Aquitaine). De plaats maakt deel uit van het arrondissement Bergerac. Gardonne telde op 1 januari 2022 1.607 inwoners.

## Geografie
De oppervlakte van Gardonne bedraagt 8,26 km², de bevolkingsdichtheid is 194 inwoners per km² (per 1 januari 2019).
De onderstaande kaart toont de ligging van Gardonne met de belangrijkste infrastructuur en aangrenzende gemeenten.

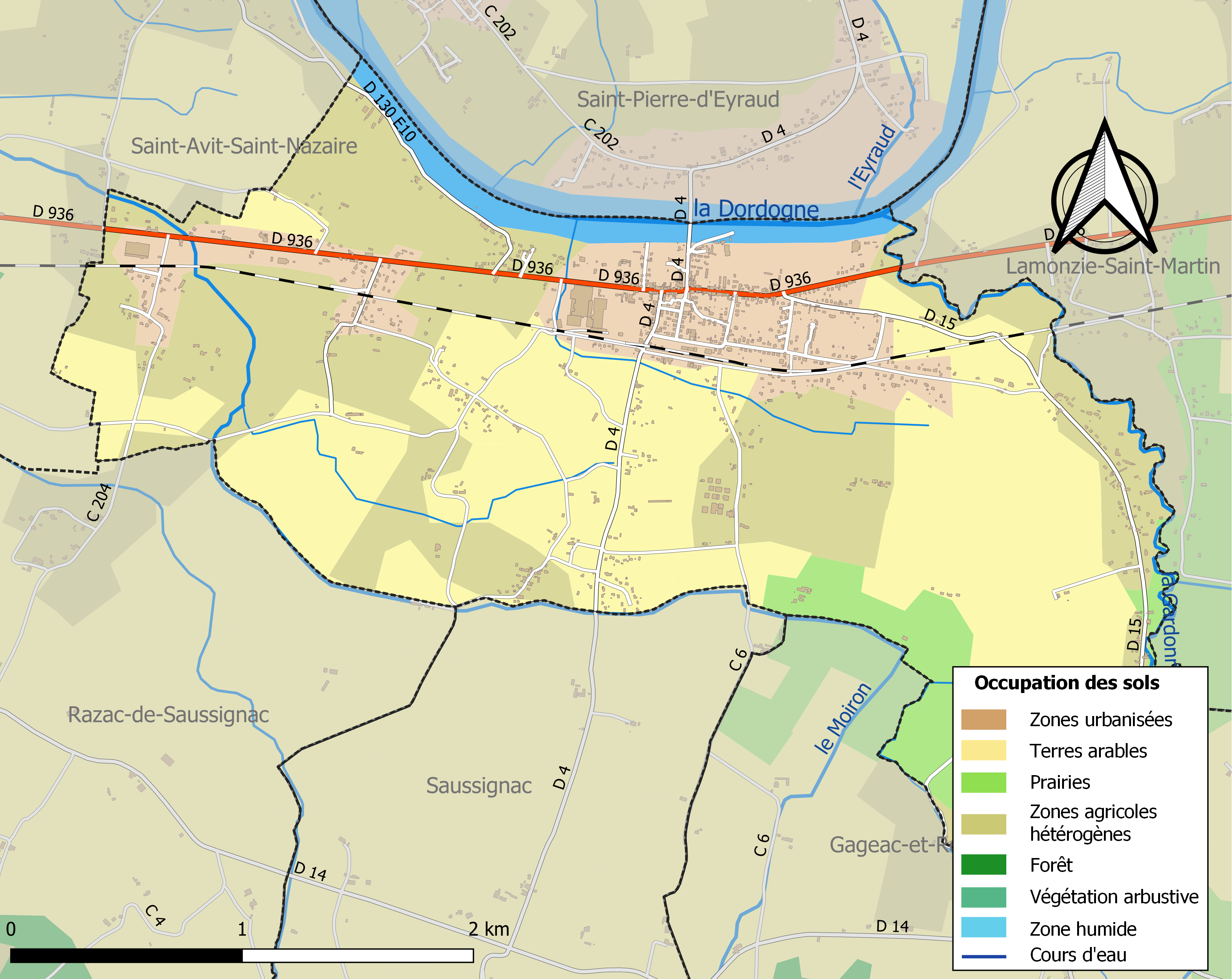

## Verkeer
In de gemeente ligt de spoorweghalte Gardonne.

## Demografie
Onderstaande figuur toont het verloop van het inwonertal (bron: INSEE-tellingen).